# Sturston (Derbyshire)
Sturston – wieś w Anglii, w hrabstwie Derbyshire, w dystrykcie Derbyshire Dales. Leży 19 km na północny zachód od miasta Derby i 199 km na północny zachód od Londynu.